# Sirenavus
Sirenavus — рання сирена з еоцену Угорщини (Егер-Кіс-Егед, Фелсогалла, Фельсотаркань та Уром).